# Lepanthes retusa
Lepanthes retusa är en orkidéart som beskrevs av Carlyle August Luer och Johan Hermans. Lepanthes retusa ingår i släktet Lepanthes och familjen orkidéer.
Artens utbredningsområde är Venezuela. Inga underarter finns listade i Catalogue of Life.